# 沃克氏蟾魚
沃克氏蟾魚（学名：Batrachoides walkeri），為輻鰭魚綱蟾魚目蟾魚科的其中一種，分布於中太平洋東部的巴拿馬灣海域，體長可達17公分，為底棲性魚類。

## 外部連結
- 沃克氏蟾魚的圖片